# Denise Hoyt
Denise R. Hoyt (* 1955 in Fresno, Kalifornien) ist eine US-amerikanische Lehrerin und Lokalpolitikerin.
Hoyt wuchs in Seal Beach auf und studierte an der University of Redlands, welche sie mit einem Master der Verwaltungskunde abschloss. Danach arbeitete sie für eine gemeinnützige Organisation, bevor sie Anfang der 1980er-Jahre eine Lehrstelle am Crafton Hills College annahm. Seit Mitte der 1980er ist sie Einwohnerin von Yucaipa.
2004 wurde Hoyt erstmals in den Stadtrat von Yucaipa gewählt und 2008 sowie 2012 im Amt bestätigt. Seit 2013 ist sie Vorsitzende des Rates und damit Bürgermeisterin von Yucaipa. Denise Hoyt folgte damit Dick Riddell, welcher 15-mal in Folge von seinen Kollegen gewählt wurde und das Amt von 1998 bis 2012 innehatte.